# Ptica njihalica
Ptica njihalica (en: drinking bird, insatiable bird, dunking bird - ptica koja pije, nezasitna ptica, potapajuća ptica) mali je toplinski stroj koji razliku tlakova pretvara u mehanički rad. Obično je dizajniran kao model ptice i može poslužiti u obrazovne svrhe jer demonstrira nekoliko zakona fizike.

## Izrada
|  | 1. Glava ptice 2. Presvučeni kljun i glava 3. Cilindar 4. Vrat ptice 5. Točka ovjesišta 6. Težište u okomitom položaju 7. Uronjeno dno cjevčice 8. Trup ptice 9. Ukrasna pera 10. Postolje 11. Posuda s vodom i visina |

Stroj je najčešće dizajniran kao igračka u obliku ptice koja pije vodu. Po pravilu je izrađen od stakla. Sastoji se od dva balona koju su spojeni cjevčicom i čine zatvoreno šuplje tijelo. Zrak je uklonjen iz posude a ubačen je fluid, obojen zbog dekoracije.
- Manji balon je na vrhu i predstavlja glavu ptice. Obložen je filcom ili nekom drugom apsorbirajućom tkaninom ili poroznom tvari, koja ima nastavak u obliku kljuna. Cilindar je samo dekorativni element koji pokriva mjesto zatvaranja posude i ne javlja se na svim modelima.

- Cjevčica predstavlja vrat ptice. Spojena je na površinu glave, a donjom stranom ulazi u trup skoro do dna. Na cjevčicu je pričvršćena vodoravna prečka koja služi vješanju na postolje i ona je ovjesište njihala.

- Veći balon je na dnu i predstavlja trup ptice. Sa stražnje strane nalijepljeno je nekoliko raznobojnih pera koja predstavljaju rep ptice.

- Postolje služi da se na njega ovjesi tijelo ptice. Obično je dizajnirano kao noge ptice u produženim cipelama, zbog povećanja stabilnosti. Na njemu se nalazi graničnik koji sprječava preveliku amplitudu njihanja.

- Fluid u posudi može biti neka tekućina s niskim vrelištem. Kao manje štetan, najčešće se koristi diklormetan (umjesto triklorofluorometana ili etera).

Za rad stroja potrebna je i odgovarajuća posuda s vodom, koju većina proizvođača ne isporučuje. Može poslužiti bilo kakva posuda čiji je vrh u visini ovjesišta stroja.

## Opis rada
| |
| 1. Uspravan položaj, prije početka hlađenja 2. Rashlađena para djelomično kondenzira i stvara vakuum 3. Tekućina se penje uz cijev i težište se diže 4. Dno vrata diže se iznad tekućine, temperatura i tlak pare u komorama se izjednačavaju 5. Tekućina se slijeva u trup, para se diže u vrat i glavu, ptica se uspravlja |

Ptica u osnovnom položaju zauzima skoro okomit položaj - nagnuta je malo naprijed zbog težine kljuna. Točka težišta stroja malo je ispod ovjesišta a odabrana je tako da je skoro na granici labilne ravnoteže, te se lako izbaci iz ravnotežnog položaja. Fluid koji se nalazi u stroju zbog smanjenog tlaka djelomično ishlapi u vrat i glavu. Veći dio je tekući i ostaje u donjem balonu, gdje dio ishlapi u balon. Uronjena cjevčica sprječava spajanje dviju komora s parom.
Da bi stroj radio, mora mu se dodati rad. Postavljanjem u skoro vodoravni položaj kljun, glava i dio vrata prekrivenih tkaninom natapaju se vodom. U tom položaju dno cjevčice izlazi iz tekućine i tlak pare se izjednačava. Otpuštanjem stroja, on se vraća u uspravan položaj i nastavlja se njihati.
Hlapljenjem vode s površine glave temperatura glave se snižava, hladeći fluid iz glave i vrata. Razlika temperatura glave i trupa može biti i nekoliko stupnjeva. Hlađenjem fluida pada tlak, a dio pare kondenzira u tekućinu, stvarajući djelomični vakuum. Razlika tlaka u glavi i trupu uzrokuje podizanje tekućine uz vrat.
Dizanjem tekućine težište stroja se podiže, stroj izlazi iz ravnoteže te se naginje prema naprijed, sve dok ga ne zaustavi graničnik ili ivica posude s vodom. Dolazeći u skoro vodoravnan položaj, kljun uranja u vodu, komore s parom se spajaju i tlak se izjednačava, tekućina se vraća u donji balon i ponovno težište dolazi ispod ovjesišta. Ptica se uspravlja i ciklus počinje ispočetka.
Brzina njihanja izravno ovisi o temperaturi okoliša i vlažnosti zraka. Tako stroj može poslužiti kao pokazatelj vlažnosti: ako je njihanje brzo, vlažnost je niska i obratno.

### Modifikacija
Umjesto isparavanja vode i hlađenja fluida u glavi, stroj se može modificirati da se grije fluid u trupu. To se može postići postavljanjem izvora topline ispod trupa.
Međutim, da bi stroj radio kao "perpetuum mobile", bez vidljivog izvora topline, može se rabiti fizikalno svojstvo po kojem tamna tijela upijaju, a svijetla odbijaju toplinu.
Ako se ptici ukloni apsorbirajući materijal i glava oboji u srebrnu ili bijelu boju, a trup u crno, kad se izloži suncu trup će se grijati brže od glave. Tlak u trupu će rasti i fluid će se dizati uz vrat, radeći po istom ciklusu kao i ptica s hlađenjem. U ovoj izvedbi nepotrebna je posuda s vodom, ali se može dodati, kao i ostali dekorativni elementi.